# Spinner
Spinner (engelska för ”snurrare”) är en flygplanskomponent i form av en strömlinjeformad kåpa eller noskon som sitter framtill ett propeller- eller turbinnav för att minska luftmotståndet och för att jämna ut luftflödet så att det strömmar in i luftintagen mer effektivt, vilket i sin tur ger bättre flyg- och motorprestanda.

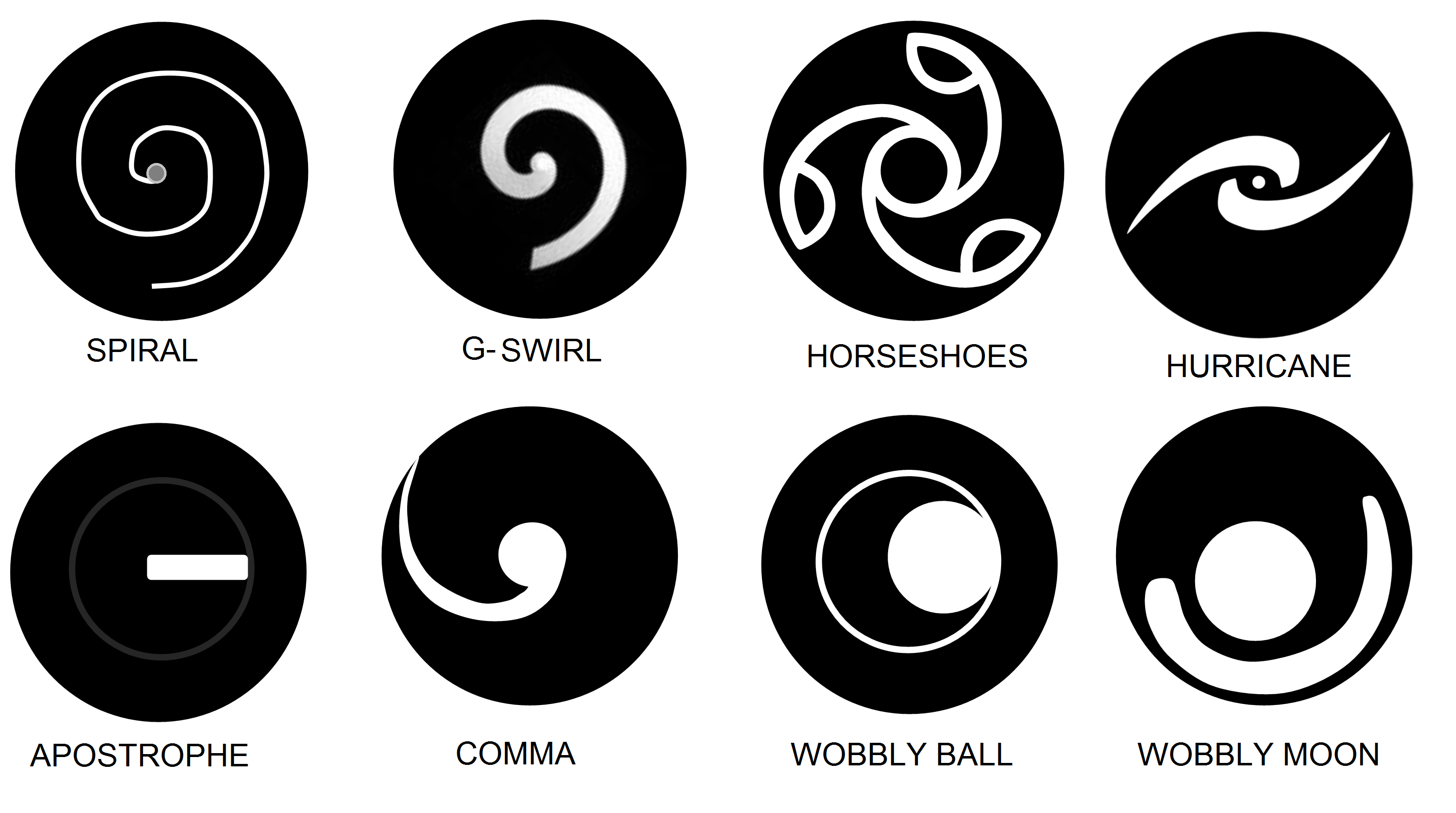
Olika spiralmönster.

De kan även användas för säkerhetsskäl genom att målas med ett spiralmönster som hjälper markpersonal att upptäcka om en propeller snurrar och därmed att hålla säkert avstånd. Jetmotorer och dylikt har en stor riskzon för insugning framtill luftintaget när de är igång. Markpersonal bär ofta hörselskydd och kan ha svårt att urskilja motorljuden i omgivningen.

### Fotnoter
1. ↑  Via Krigsarkivet: Flygförvaltningen, Materialavdelningen, 1948–51, Krigsrepplaner, Fpl J22, serie E I, Vol nr 2: Flygplan J 22, Diverse data och beskrivningar samt kurvor över prestanda m. m. 1944: Sammanställning av max hastighet på fulltryckshöjder med olika fpl J22 (exemplar 4 av 5).
2. ↑  ”Aircraft Engine Spirals & Swirls” (på engelska). aerosavvy.com. https://aerosavvy.com/aircraft-engine-spirals/. Läst 18 februari 2025.